# 津山市立図書館
津山市立図書館（つやましりつとしょかん、英: Public Library of Tsuyama City）は、岡山県津山市の市立図書館。
アルネ・津山に入居する本館と、加茂町図書館、勝北図書館、久米図書館からなる地区館とで構成される。市内在住者や通勤・通学者、真庭市・美作市・英田郡・勝田郡・苫田郡・久米郡の在住者なら貸し出しを利用できる。また、各図書館間での貸し出し・返却・検索ができるほか、市内の小学校・公民館・福祉施設などを自動車文庫「ぶっくまる」が巡回している。
キャッチコピーは、「その一冊から、世界が広がる」。

## 施設

### 津山市立図書館（本館）
アルネ・津山4階に入居する市立図書館の中央図書館。面積3,380.74m2、収蔵能力25万冊、年間貸出人数14万人である。なお、アルネ津山の1階・4階に返却ポストが設置されている。津山市視聴覚ライブラリーを併設する。
- 保有冊数：257,646冊（平成28年度末）
- 所在地：津山市新魚町17アルネ・津山4階

### 津山市立加茂町図書館
敷地内に公民館がある。
- 保有冊数：36,252冊（平成28年度末）
- 所在地：津山市加茂町塔中113-6

### 津山市立勝北図書館
ハートピア勝北内に勝北公民館と同じ建物に入居している。
- 保有冊数：55,066冊（平成28年度末）
- 所在地：津山市新野東584

### 津山市立久米図書館
敷地内に久米公民館がある。
- 保有冊数：45,218冊（平成28年度末）
- 所在地：津山市中北下1271

## 自動車文庫

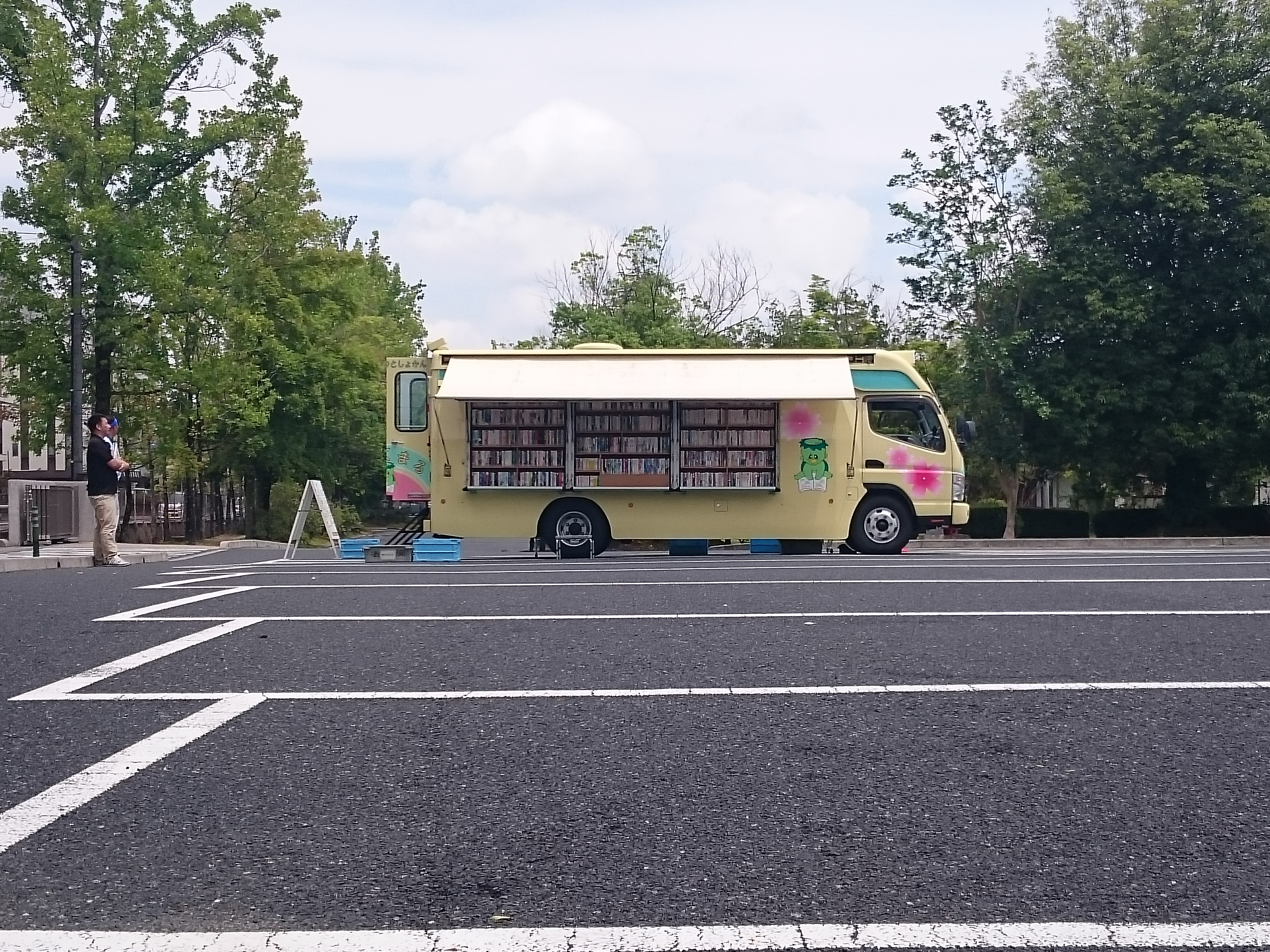
2代目 ぶっくまる

津山市立図書館では、自動車文庫（移動図書館）「ぶっくまる」を保有しており、管轄内の小学校や公民館、福祉施設などに月に一回訪問している。現在の「ぶっくまる」は2代目。

## 備考
貸出券
各地区館が統合されたことにより、それまで各地区館で使用されていた貸出券は、無償で本館のものに変更されている。
管理方法
各書籍には、バーコードとICタグがあり、各書籍は、ICタグにより管理されている。貸し出しの際は、現在では一部の場合を除き、ICタグにより一括で手続きしている。なお、本館には、各個人で貸し出し手続きをする機械も導入されており、カウンター方式と並行して利用されている。

## 沿革
ここでは、本館についての沿革を記す。
- 1975年（昭和50年）8月21日 - 津山市中央公民館に図書室を開設。
- 1978年（昭和53年）4月25日 - 津山市立図書館として開館。
- 1983年（昭和58年）1月21日 - 旧津山市庁舎を改装し暫定図書館として開館。
- 1999年（平成11年）4月2日 - 現在地に新図書館を開館。
- 2005年（平成17年）2月28日 - 周辺町村を編入合併したことにより津山市立図書館が本館に、津山市立加茂町図書館・津山市立勝北図書館・津山市立久米図書館が地区館となる。
- 2008年（平成20年）4月18日 - 美作大学附属図書館・津山工業高等専門学校図書館と相互協力協定締結、配送開始。
- 2008年（平成20年）10月8日 - 市内すべての高校（6校）との相互協力協定締結、配送開始。
- 2009年（平成21年）9月2日 -  自動車文庫二代目「ぶっくまる」巡回開始。
- 2010年（平成22年）2月10日 - 津山市役所勝北支所3階にある旧勝北町役場議場を改修し、津山市立図書館資料倉庫が完成。
- 2010年（平成22年）3月3日 - ＩＣタグ方式による自動貸出システムを本館に導入。全館に子育て支援コーナーを創設。
- 2010年（平成22年）10月4日 -  津山中央病院医療情報プラザとの相互協力協定を締結し、入院患者向けに貸出を開始。